# 格拉德舍夫斯科耶湖
60°17′N 29°22′E / 60.283°N 29.367°E
格拉德舍夫斯科耶湖（俄语：Гладышевское），是俄羅斯的湖泊，位於該國西北部，由列寧格勒州負責管轄，長3.8公里、寬2公里，面積5平方公里，平均水深8米，最大水深15米。